# Gle Goh Rayeu
Gle Goh Rayeu är en kulle i Indonesien.   Den ligger i provinsen Aceh, i den västra delen av landet, 1 800 km nordväst om huvudstaden Jakarta. Toppen på Gle Goh Rayeu är 186 meter över havet.
Terrängen runt Gle Goh Rayeu är kuperad åt nordväst, men åt sydost är den platt. Terrängen runt Gle Goh Rayeu sluttar österut.Runt Gle Goh Rayeu är det tätbefolkat, med 297 invånare per kvadratkilometer. Närmaste större samhälle är Sigli, 16,4 km öster om Gle Goh Rayeu. Trakten runt Gle Goh Rayeu består till största delen av jordbruksmark.